# Bishop (Teksas)
Bishop je grad u američkoj saveznoj državi Teksas. Prema popisu stanovništva iz 2010. u njemu je živjelo 3.134 stanovnika.